# أتلتيكوس دي سان جرمان
أتلتيكوس دي سان جرمان (بالإسبانية: Atléticos de San Germán)‏ هو فريق كرة سلة بورتوريكي تأسس في سنة 1930. يلعب في دوري بورتوريكو لكرة السلة. فاز بالبطولة 14 مرة (1932، 1938، 1939، 1941، 1942، 1943، 1947، 1948، 1949، 1950، 1985، 1991، 1994، 1997).

## وصلات خارجية
- الموقع الرسمي